# Dipsas nicholsi
Dipsas nicholsi este o specie de șerpi din genul Dipsas, familia Colubridae, descrisă de Dunn 1933. A fost clasificată de IUCN ca specie cu risc scăzut. Conform Catalogue of Life specia Dipsas nicholsi nu are subspecii cunoscute.